# Eviota guttata
Eviota guttata és una espècie de peix de la família dels gòbids i de l'ordre dels perciformes.
Poden assolir fins a 2,5 cm de longitud total. Es troba a l'oest de l'oceà Índic.